# L'Argimon
L'Argimon és una muntanya de 464 metres que es troba al municipi de Riudarenes, a la comarca de la Selva.
Al cim podem trobar-hi un vèrtex geodèsic (referència 300105001).
Aquest cim està inclòs al llistat dels 100 cims de la FEEC.  